# Сьюль
Сьюль (фр. Sioule) — река во Франции в северной части Центрального массива. Длина реки — 164 км.

## Гидрономия
Гидроним происходит от окситанского слова «siula». Этот термин также часто встречается в текстах писателя Бенезета Видаля (фр., 1877—1951), родом из Понжибо. В его романе «Жан Комбралья» эта река играет важную роль.

## География
Начинается у озера Сервьер в горном массиве Мон-Дор. Течёт сначала на север, а затем на северо-восток от Пон-де-Мена (недалеко от деревни Мена, перед Эбрёй). Большая часть её течения проходит по региону Комбрай. Река является притоком Алье, в которую впадает в Ла-Ферте-Отрив, к северо-востоку от Сен-Пурсен-сюр-Сьюль.
Протекает через Сен-Бонне-през-Орсиваль, а затем пересекает Понжибо, Ольби, Шатонёф-ле-Бен, Эбрёй и Сен-Пурсен-сюр-Сиуль. Впадает в Алье вскоре за Сен-Пурсен-сюр-Сиуль.
На своём пути между Мирмоном и Шатонёф-ле-Бен Сьюль питает водохранилище Фад-Бессерв (фр.) объёмом 70 млн м3, образованное после строительства в 1968 году плотины ГЭС Фад высотой 68 м. Эта ГЭС, наряду с ГЭС в Кёй, построенной в 1901—1904 годах, расположенной чуть ниже, вырабатывает электроэнергию. Немного ниже по течению от плотины Фад, над Сьюлем возвышается железнодорожный виадук Фад. Виадук Фад высотой 133 м, удерживал мировой рекорд высоты железнодорожных виадуков до 1973 года. Сейчас рекорд принадлежит виадуку Мала Риека в Черногории, высота которого составляет 200 м.

## Притоки
У реки 64 притока. Основные притоки:
- Горс, правый приток
- Сьюло, 18 км, правый приток
- Мьюз;
- Турду (или Рона);
- Сьюле (также питает озеро Фад-Бессерв);
- Сонад;
- Коли (также питает озеро Фад-Бессерв);
- Шаламон (также питает озеро Фад-Бессерв);
- Верден;
- Гурдон (служит границей между департаментами Пюи-де-Дом и Алье);
- Сеп;
- Вос;
- Бубль (непосредственно перед Сен-Пурсен-сюр-Сьюль);
- Гадюэ;
- Дузенан.

## Достопримечательности
- Меандр Сьюль
- Виадук Фад
- Замок Шато-Роше
- Мост в Мена
- Аббатство Мена
- Замок Шовиньи
- Замок Сен-Кентен
- Церковь Сен-Леже-д’Эбрёй
- Замок Рошфор
- Виадук Руза (1869)

## Галерея
- Река Сьюль
- У истока между Бесса и Вернином
- В Шатонёф-ле-Бен
- Водохранилище Фад-Бессерв
- Мост в Сен-Пурсен-сюр-Сьюль